# Burg Forchheim
Die Burg in Forchheim (auch Kaiserpfalz genannt) war eine wichtige Stadtburg des Bamberger Bischofs in der Stadt Forchheim in Oberfranken. Die Burg wurde im späten 14. Jahrhundert errichtet. Nach umfangreichen archäologischen und bauhistorischen Untersuchungen gehört sie zu den am besten erforschten Anlagen dieser Zeit in Mitteleuropa.
Die Burg beherbergt heute im Ostflügel das Pfalzmuseum mit drei Spezialmuseen (Archäologiemuseum Oberfranken, Stadtmuseum Forchheim und das Museum zum Trachtenwesen der Fränkischen Schweiz).

## Ort der frühmittelalterlichen Kaiserpfalz?
Vom 9. bis frühen 11. Jahrhundert existierte in Forchheim ein fränkischer Königshof und eine Pfalz (vgl. das Kapitel zur frühen Geschichte von Forchheim). Ihr genauer Standort ist jedoch nicht bekannt. Im späten 19. Jahrhundert wurde der Standort mit dem der bischöflichen Stadtburg gleichgesetzt und diese auch als Pfalz oder Kaiserpfalz bezeichnet. Bei archäologischen Untersuchungen während der Sanierung von 1998 bis 2004 wurden jedoch an dieser Stelle keinerlei Reste einer frühmittelalterlichen Besiedlung gefunden. Allerdings wird die Pfalz auch noch in der neueren Literatur vor Tillman Kohnert (2008) als direkte Vorgängeranlage der bischöflichen Burg angesehen. Auch wurde die seit Jahrzehnten eingebürgerte Bezeichnung Kaiserpfalz beibehalten und wird als offizieller Name für die Burg verwendet.

## Die Burg um 1400
Ab dem späten 14. Jahrhundert errichteten die Bamberger Bischöfe, insbesondere Bischof Lamprecht von Brunn, eine Stadtburg, die zu ihrem wichtigsten Aufenthaltsort außerhalb der Bamberger Domimmunität wurde. Kernstück der Anlage ist die so genannte Große Kemenate, der ehemalige Wohnbau, ab 1391 im Osten der Burg errichtet.
Dort ist eine aufwändige Steinkammer-Luftheizung erhalten. Von großer kunsthistorischer Bedeutung sind die gotischen Wandmalereien, die teilweise wohl von böhmischen Meistern stammen.

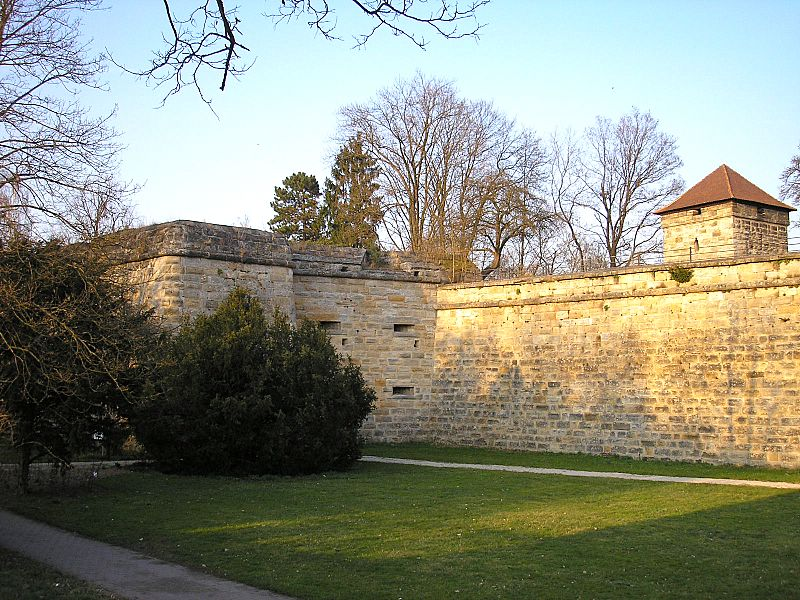
Die Bastion am Saltorturm nordwestlich der Burg. Im Hintergrund der erhaltene Saltorturm der mittelalterlichen Stadtbefestigung

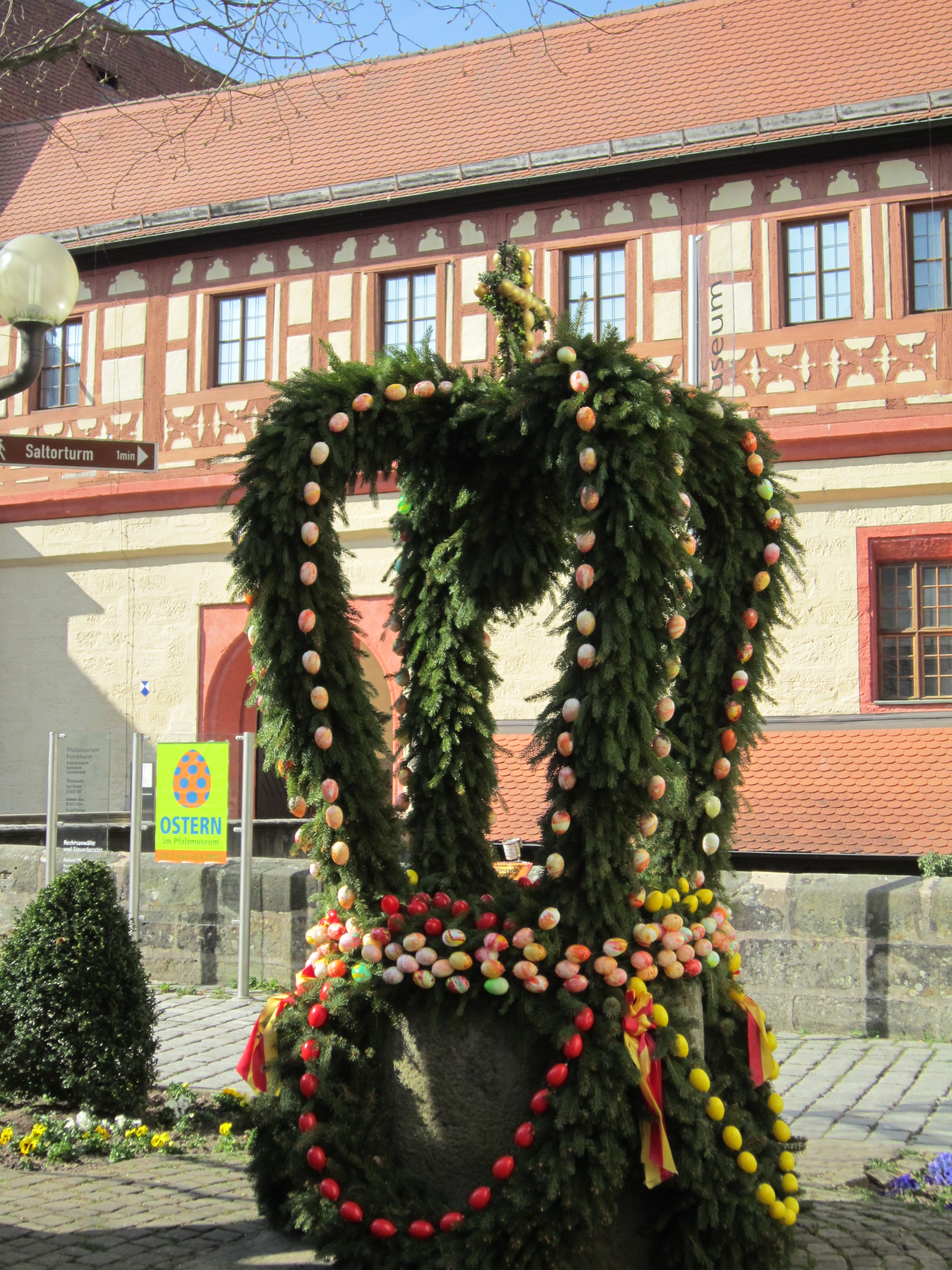
Osterbrunnen gegenüber der Hauptfront der Burg

## Baubeschreibung

### Außenbau
Die annähernd quadratische Anlage ist von Gräben umgeben. Bis um 1550 war die Veste in der Nordwestecke der Stadt in die Stadtbefestigung einbezogen. Nördlich der Burganlage ist als einziges mittelalterliches Stadttor der Saltorturm erhalten geblieben. Vor den Resten der mittelalterlichen Stadtmauer wurde im 16. Jahrhundert eine moderne Bastionärbefestigung nach italienischen Vorbildern angelegt. Nördlich und westlich des Burgbezirkes entgingen zwei große kasemattierte „altitalienische“ Bastionen dem Abbruch weiter Teile der Festungswerke im 19. und frühen 20. Jahrhundert.
Auf das 14. Jahrhundert gehen noch große Teile des Hauptbaues und der Hofgebäude zurück.
Der östliche Hauptbau ist durch Mauerzüge und Fachwerkgänge mit den westlichen Hofgebäuden verbunden. Auch die beiden Obergeschosse des Nordwestflügels sind zum Burghof hin als schlichte Fachwerkkonstruktion ausgeführt.
In der Mitte des 16. Jahrhunderts wurde die Stadtburg umgebaut. Damals entstanden die malerischen Fachwerkgänge über den Verbindungsmauern. Ab 1603 setzte man dem viergeschossigen Hauptbau einen oktogonalen Treppenturm vor. Das mächtige Krüppelwalmdach des Hauptgebäudes stammt aus dem 18. Jahrhundert. Ursprünglich war der Ostflügel durch ein Satteldach mit Stufengiebeln abgeschlossen. Seit 1768/69 überspannt eine Sandsteinbrücke den Graben vor dem Tor auf der Südseite. Vorher war der Zugang durch eine Zugbrücke gesichert. Nebenan bereichert ein rechteckiger Renaissanceerker mit Pultdach das Architekturbild. Die eher nüchterne Südfront des Ensembles wird besonders durch das Sichtfachwerk über dem Tor belebt. Ein typisch fränkisches Motiv ist der Fries aus zahlreichen kleinen geschweiften Andreaskreuzen unter der Fensterzone.
An der Ostfassade des Hauptflügels sind drei Wappenreliefs angebracht. Am zweiten Obergeschoss befindet sich das Amtswappen des Fürstbischofs Johann Philipp von Gebsattel. Das dritte Geschoss trägt die Wappen des Bischofs Lamprecht von Brunn und des Hochstifts. In die Südwand ist die hochmittelalterliche Skulptur eines Basilisken eingefügt, die in die erste Hälfte des 12. Jahrhunderts datiert wird.
Stark umstritten ist der moderne Anbau eines Treppen- und Aufzugturmes im Norden des Ostflügels. Diese Stahl-Glas-Konstruktion wurde durch den Umbau der Burganlage in das Museumszentrum notwendig.

### Innenräume

#### Ostflügel
Der Hauptbau im Osten der Burg wird durch eine durchgehende Quermauer in zwei Teile getrennt. Der Nordteil ist etwas größer als der Südteil. Die tonnengewölbten Keller gehen auf die Anlage des 14. Jahrhunderts zurück. Die Decken der beiden Säle im Erdgeschoss werden von Sandsteinpfeilern getragen.
Die Flachdecke des Nordraumes ruht auf einem runden Pfeiler und einem hölzernen Unterzug. Der Südteil wurde nachträglich eingewölbt, so dass eine zweischiffige Halle aus vier Jochen entstand, die von Kreuzgewölben überspannt werden. Ehemals führte von dort ein Gang zur Marienkapelle. An den Saalwänden haben sich Fragmente von Seccomalereien (Malerei auf trockenem Putz) der Zeit um 1400 erhalten, die stilistisch von der gleichzeitigen böhmischen Kunst abhängig sind. Ein Fragment zeigt die Darstellung König Davids. Wie die Malereien in den übrigen Sälen zählen diese Bilder zu den bedeutendsten gotischen Wandbildern Süddeutschlands.
Im Süden des ersten Obergeschosses befand sich ursprünglich die Kapelle. Die Gewölbe wurden in der frühen Neuzeit ausgebrochen; der Saal wurde mit einer Zwischenwand unterteilt. Die Wandmalereien des ehemaligen Sakralraumes blieben weitgehend erhalten und verweisen auf die ursprüngliche Funktion und Aufteilung. Man erkennt etwa Darstellungen der Propheten, der Anbetung der Könige, die Verkündigung Jüngsten Gerichts. Zwei Bilder profanen Inhalts wurden von H. Kehrer als Anspielungen auf den schwachen König Wenzel gedeutet. Die Malereien wurden offenbar von verschiedenen Meistern ausgeführt. Die Anbetung der Könige hat ihre Vorbilder wieder im böhmischen Kunstbereich. Das Jüngste Gericht wird hingegen dem spätesten Forchheimer Stil zugeordnet, der zur Nürnberger Malerei des frühen 15. Jahrhunderts überleitete. Der nördliche Saal ist wie im Erdgeschoss von einem Flachdecke abgeschlossen, die dort aber auf einer hölzernen Stütze ruht.
Auch im zweiten nördlichen Obergeschoss befindet sich eine zweischiffige, flach gedeckte Halle mit hölzerner Mittelstütze. Die Architekturmalereien schuf Jakob Ziegler in den Jahren 1559/60. Der Südraum ist ebenfalls eine zweischiffige Halle. Die Flachdecke wird von einer oktogonalen Mittelstütze getragen. Die Wandbilder unterschiedlicher Thematik stammen ebenfalls von Jakob Ziegler. Eines der Bilder zeigt die Heiligen Heinrich und Kunigunde mit dem Modell des Bamberger Domes (bezeichnet mit 1599, Südwand).
Das dritte Obergeschoss war als Speicher- und Lagerraum konzipiert und dient gegenwärtig als Museumsdepot. Der alte Treppenturm birgt eine steinerne Wendeltreppe, die im Nordteil des Ostflügels mündet.

#### Westflügel
Der Westflügel, der ehemalige Nebentrakt, dient als Verwaltungsbau der Schlossmuseen. Dort haben sich keine bemerkenswerten historischen Innenausstattungen erhalten.